# 豆田駅
豆田駅（まめだえき）は、かつて福岡県嘉穂郡桂川村豆田（現・桂川町）にあった、運輸省（省鉄）筑豊本線の貨物駅（廃駅）である。貨物支線の廃線に伴い、1945年（昭和20年）6月10日に廃駅となった。

## 歴史
- 1909年（明治42年）1月1日：開業[1]。貨物駅[1]。
- 1945年（昭和20年）6月10日：貨物支線の廃線に伴い廃止[1]。桂川駅に併合（同駅構内として存続）[1]。

## 隣の駅
運輸省（省鉄）
筑豊本線（貨物支線）
桂川駅 - 豆田駅